# 睡拳怪招
《睡拳怪招》（英語：Sleeping Fist）是1979年上映的一部电影，由叶荣祖执导，梁家仁等人出演的电影，该电影主要讲述的是一个警察打击当地恶霸的故事。

## 劇情簡介
民国年间，一个警察通过一些方式得知了一个恶霸的恶行，于是便决定向上边揭发，但是在途中被恶霸派人打了一顿，中上之下的他意外的遇到了一个流浪汉，而这个流浪汉还有一个会功夫的师父。
虽说这个警察通过师父的教授，打败了恶霸，但是恶霸对此并不甘心，于是派了几个高手去刺杀这个警察以及和警察有关系的人……

## 演员
- 梁家仁
- 歐陽玲瓏
- 黄一龙
- 袁小田
- 马金谷
- 钱月笙
- 高雄

## 评价
《The Action Elite》中的Eion Friel认为该电影优点缺点非常明显，尤其是配音的问题更加显眼。Doyle Wallis认为该电影的角色塑造不错，剧情节奏很好。《Far East Films》的Andrew Saroch认为该作并不是特别优秀，不过他却赞赏梁家仁在该电影中的武打动作的表现。

## 相關連結
- 香港影庫上《睡拳怪招》的資料（繁體中文）
- 豆瓣电影上《睡拳怪招》的資料 （简体中文）
- 互联网电影数据库（IMDb）上《睡拳怪招》的资料（英文）
- 在线观看地址